# Schokolade aus Modica

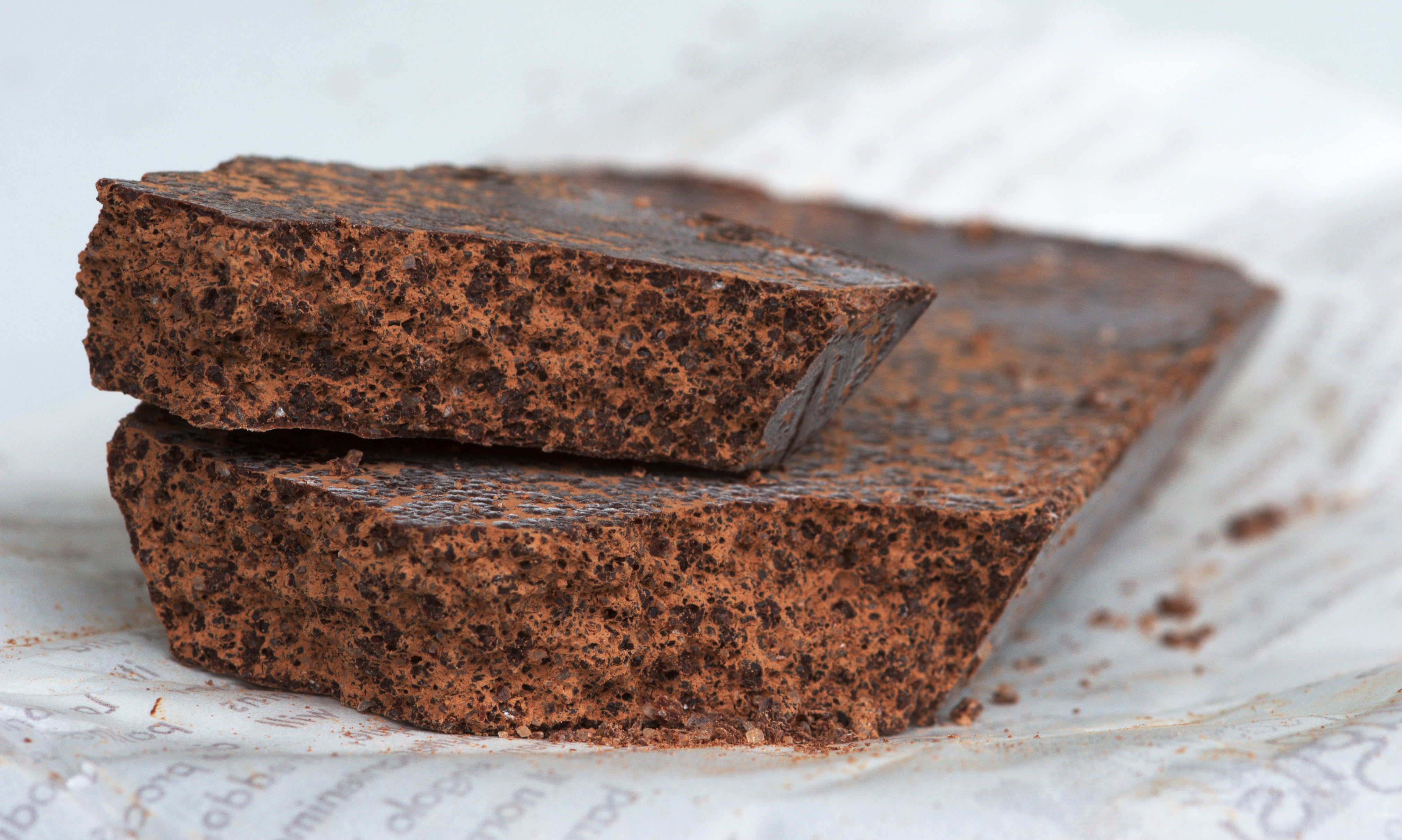
Schokolade aus Modica

Schokolade aus Modica (ital.: Cioccolato modicano oder Cioccolato di Modica) ist eine Schokolade, die in der sizilianischen Stadt Modica hergestellt wird. Sie ist als Prodotto agroalimentare tradizionale eine offiziell vom italienischen Ministerium für Landwirtschafts-, Ernährungs- und Forstpolitik anerkannte Spezialität. Schokolade aus Modica wird nach einem traditionellen Rezept „kalt“ („a freddo“) hergestellt und nicht conchiert.

## Geschichte
Die Rezeptur wurde wahrscheinlich durch die Grafen von Modica aus Spanien überliefert. Deren Adelshaus war im 16. Jahrhundert, während der spanischen Vorherrschaft auf Sizilien, die einflussreichste Feudalmacht im Süden Italiens. Noch heute gibt es in Form der Chocolate a la piedra eine ähnliche Zubereitungsform in Spanien; auch in Mexiko und Guatemala sind derartige Sorten bekannt. Leonardo Sciascia zufolge stammt das Rezept aus Alicante; es habe ursprünglich nur zwei Zubereitungsformen, mit Zimt und mit Vanille, gegeben. Bevor das Produkt eine international bekannte Spezialität wurde, war es eine festtägliche Nachspeise in Adelsfamilien.
Entgegen der häufig von Touristenführern erzählten Legende geht diese Verarbeitungsart jedoch nicht auf die Azteken zurück: Diese kannten nicht einmal die zweite Hauptzutat Zucker, sondern verarbeiteten die Bohnen ausschließlich zu einem bitteren Getränk.
Überregional bekannt wurde Schokolade aus Modica erst ab 1999, als der Chocolatier Franco Ruta einen Zeitungsartikel veröffentlichte, und in Folge in der Maurizio Costanzo Show im Fernsehen auftrat. Ruta war Geschäftsführer der im Jahr 1880 gegründeten Antica Dolceria Bonajuto, bis 1992 Caffè Roma genannt. Seit 2016 ist es in der Hand von Franco Rutas Sohn Pierpaolo Ruta.  Zeitgleich zum Fernsehauftritt von Ruta wurde im italienischen Fernsehen die reichweitenstarke Polizeiserie Commissario Montalbano gesendet, die teilweise in Modica gedreht wurde. Die Stadtverwaltung Modicas verstärkte diese Publizität, indem sie eine jährliche Schokoladenmesse („Chocobarocco“) ausrichten ließ. Binnen kurzer Frist gab es in Modica 75 Unternehmen, die Schokolade herstellten oder verkauften. Die Schokoladenindustrie wurde so zum größten Arbeitgeber der Stadt.
2003 gründeten 20 örtliche Hersteller die Schutzgemeinschaft Consorzio di Tutela del Cioccolato di Modica, um Cioccolato di Modica als geschütztes Herkunftszeichen Prodotto agroalimentare tradizionale italiano schützen zu lassen. 
Das Konsortium beantragte 2017 für dieselbe Bezeichnung zusätzlich auf EU-Ebene Schutz als Indicazione geografica protetta (IGP), der im Oktober 2018 mit der Durchführungsverordnung (EU) 2018/1529 gewährt wurde.
Die Antica Dolceria Bonajuto, die als die älteste noch bestehende Chocolaterie der Region gilt, hatte sich nicht am Konsortium beteiligt. Vielmehr kritisierte Familie Ruta die Spezifikation als unzureichend und produzierte nach Veröffentlichung der IGP als Provokation Schokoladen unter der Bezeichnung cioccolato di un paese vicino a Ragusa (übersetzt: Schokolade aus einem Ort in der Nähe von Ragusa).

## Herstellung
Gemahlener Kakao von São Tomé, dem die Kakaobutter nicht entzogen wurde, wird auf höchstens 40° erwärmt. Der Masse wird Zucker beigefügt und eventuell ein Gewürz wie Zimt, Vanille, Ingwer, Chili, gemahlene Mandeln oder Nüsse oder geriebene Schalen von Zitrusfrüchten. Der Kakaoanteil beträgt 45 % bis 90 %. Bei der traditionellen Zubereitung von Hand wurde die Masse in einer halbmondförmigen, erwärmten Form aus Lavagestein in mehreren Schritten mit Rollen unterschiedlicher Dicke ausgewalzt, bis sie die gewünschte Konsistenz hatte. Heutzutage geschieht dies mittels Maschinen. Die fertige, warme Schokoladenmasse wird dann in Zinnformen in Form dicker Tafeln ausgegossen.
Die Zuckerkristalle lösen sich bei diesem Verfahren nicht auf. Die fertige Schokolade hat daher eine körnige, raue Konsistenz, mit Einschluss kleiner Luftblasen; sie krümelt beim Zerbrechen. Im Verkauf sind die Tafeln an der Oberfläche durch ausgeschiedene Kakaobutter leicht grau. Im Mund entfaltet die Schokolade ein intensives Kakao-Aroma.
Abgesehen von den genannten Substanzen enthält Schokolade aus Modica keine weiteren Zutaten, insbesondere keine Milch, keine Butter, kein Pflanzenfett und kein Lezithin.

## Veranstaltungen
Von 2005 bis 2008 war Modica neben Perugia Gastgeberin der Eurochocolate. Seit 2009 veranstaltet die Stadt gemeinsam mit der Fine Chocolate Organization das Festival Chocobarocco.